# إيكار
إيكار (بالفرنسية Ycare ) هو مغني وملحّن ومؤلف أغاني فرنسي من أصل لبناني.
ولد في 21 سبتمبر/أيلول 1983 في داكار، السينيغال في عائلة لبنانية مهاجرة، واسمه بالولادة حسن عطية  وبدأ بالعزف والتلحين والغناء منذ صغره. هاجر إلى فرنسا لاستكمال علومه في إدارة الأعمال حيث حصل على درجة الماجستير. كما شارك في برنامج الهواة Nouvelle Star على قناة M6 في الموسم السادس من البرنامج عام 2008 وحل رابعا.
وقع عقدا فنيا مع Jive Epic ومن ثم مع سوني ميوزيك وأصدر ثلاث ألبومات لاقت النجاح، بالإضافة إلى بعض الاغاني السينغلز وأغلبيتها من تأليفه وتلحينه.

## الألبومات
- 2009: Au bord du monde
- 2011: Lumière noire
- 2014: La Somone
- 2016: (Un tour sans fin (Live
- 2018: Adieu je t'aime

## الأغنيات
- 2009 : "Alison"
- 2009 : "J'y crois encore"
- 2011 : "Lap Dance"
- 2011 : "S.E.Ex"
- 2012 : "Une vie"
- 2012 : "Arrête" مع Florent Mothe
- 2013 : "Pourvu que tu viennes"
- 2013 : "Sors"
- 2015 : "La mer à voir"
- 2016 : "Love You (J'te déteste)"
- 2017 : "D'autres que nous (14 Boulevard Saint-Michel)"
- 2018 : "Cette moitié de nous"
- 2018 : "Adieu je t'aime"
- 2018 : "A qui la faute" مع Hoshi

## روابط خارجية
- إيكار على موقع ميوزك برينز (الإنجليزية)
- إيكار على موقع ميوزك برينز (الإنجليزية)
- إيكار على موقع ديسكوغز (الإنجليزية)